# Liste der Brauereien von Heineken

Logo des Heineken-Konzerns

Diese Liste zeigt alle Brauereien des Heineken-Konzerns auf. Brauereien, die nicht mehr im Besitz von Heineken sind, sind in Klammern gehalten.

## Äthiopien
2011 übernahm Heineken die ehemalig staatlichen Brauereien Harar Brewery SC und Bedele Brewery SC.

### Bedele Brewery SC
Die Brauerei in Bedele ist seit 1993 in Betrieb und produziert jährlich circa 500.000 hl.

### Kilinto Brewery SC
2014 eröffnete Heineken in Kilinto eine dritte Braustätte in Äthiopien. Dort werden von 200 Arbeitern jährlich ca. 1,5 Mio. hl. Bier gebraut.

### Harar Brewery SC
Die Braustätte in Harar besteht seit 1984. Heute werden von etwa 200 Mitarbeitern rund 500.000 hl Bier gebraut.

## Ägypten
Betrieben von der Tochter Al Ahram Beverages.
- El Obour Brewery, El Obour
- (Gizeh Brewery), Gizeh
- Gouna Brewery, Gouna

## Belarus

### (Brauerei Bobrow)
Die Brauerei in Babrujsk wurde 2007 von Heineken übernommen. Im Juni 2017 verkaufte Heineken die Brauerei an die Oasis Group.

## Belgien
- Affligem, Opwijk
- Alken-Maes, Alken
- Brauerei Mort Subite, Kobbegem

## Brasilien
Das Engagement in Brasilien begann mit der Übernahmen von FEMSA 2010. 2017 folgte die Übernahme von Brasil Kirin.
- Brauerei Alagoinhas
Die Brauerei kam durch die Übernahme von Brasil Kirin 2017 in den Besitz von Heineken.
- Brauerei Alexânia
Die Brauerei kam durch die Übernahme von Brasil Kirin 2017 in den Besitz von Heineken.
- Brauerei Araraquara
- Brauerei Bahia
- Brauerei Benevides
Die Brauerei kam durch die Übernahme von Brasil Kirin 2017 in den Besitz von Heineken.
- Brauerei Campos de Jordão
Die Brauerei kam durch die Übernahme von Brasil Kirin 2017 in den Besitz von Heineken.
- Brauerei Caxias
Die Brauerei kam durch die Übernahme von Brasil Kirin 2017 in den Besitz von Heineken.
- Brauerei Eisenbahn
Die Brauerei in Blumenau kam durch die Übernahme von Brasil Kirin 2017 in den Besitz von Heineken.
- (Brauerei Feira de Santana)
Die Brauerei wurde 2016 geschlossen.[4]
- (Brauerei Gravataí)
Die Brauerei mit 145 Mitarbeitern wurde im Juni 2017 geschlossen.[4]
- Brauerei Horizonte
Die Brauerei kam durch die Übernahme von Brasil Kirin 2017 in den Besitz von Heineken.
- (Brauerei Manaus)
Die Brauerei wurde 2015 geschlossen.[4]
- Brauerei Igarassu
Die Brauerei kam durch die Übernahme von Brasil Kirin 2017 in den Besitz von Heineken.
- Brauerei Igrejinha
Die Brauerei kam durch die Übernahme von Brasil Kirin 2017 in den Besitz von Heineken.
- Brauerei Itu
Die Brauerei kam durch die Übernahme von Brasil Kirin 2017 in den Besitz von Heineken.
- Brauerei Jacarei
- Brauerei Manaus
Die Brauerei kam durch die Übernahme von Brasil Kirin 2017 in den Besitz von Heineken.
- Brauerei Pacatuba
- Brauerei Ponta Grossa
- Brauerei Recife
Die Brauerei kam durch die Übernahme von Brasil Kirin 2017 in den Besitz von Heineken.

## Bulgarien
- (Ariana Brauerei), Sofia

Gegründet: 1884, Übernahme durch Heineken: 1997, Geschlossen: 2004
- Zagorka Brauerei, Stara Zagora

## China
Heineken unterhält ein 50/50 Joint-Venture an der Heineken-APB (Holding) Pte Ltd (HAPBH)
- Guangzhou Asia Pacific Brewery Co. Ltd (GAPB), Guangzhou
- Hainan Asia Pacific Brewery Company Ltd (HAPCO), Hainan
- Jiashan Brewery, Jiashan

## Deutschland
In Deutschland besitzt Heineken an keiner Brauerei eine Mehrheit, ist aber an der Paulaner Brauereigruppe mit 30 % beteiligt. Die 100%ige Tochter Heineken Deutschland GmbH mit Sitz in Berlin produziert selbst nicht, besitzt jedoch die Vertriebsrechte für die Marken Desperados, Heineken, Strongbow Cider, Bulmers und Murphy’s in Deutschland.

## Ecuador

### Biela Ecuador
Im Mai 2019 erwarb Heineken die Biela y Bebidas del Ecuador S.A., die eine Brauerei in der Stadt Guayaquil betreibt.

## Elfenbeinküste
Seit 2015 besteht mit der Brassivoire ein Joint-Venture zwischen Heineken und der französischen CFAO. Heineken hält mit 51 % die Mehrheit. 2016 wurde das erste Bier am Standort in der Industriezone PK 24 nahe Abidjan gebraut. Die Brauerei mit einer Kapazität von 1,5 Mio. hl. beschäftigt 236 Arbeiter.

## Frankreich

### (Brauerei Adelshoffen)
Die Brauerei Adelshofen wurde 1864 in Schiltigheim gegründet. 1922 wurde sie von der ebenfalls in Schiltigheim ansässigen Brauerei Fischer übernommen. 1994 wurden 600.000 hl gebraut. Zwei Jahre später übernahm Heineken die Brauerei Fischer und damit auch die Brauerei Adelshoffen. Die Brauerei wurde 2000 geschlossen.

### (Brasserie de Colmar)
Die Brauerei in Colmar wurde 1919 gegründet, als sich mehrere kleine Brauereien der Stadt zusammenschlossen, unter anderem die Brauereien Ackerbräu, Bilger-Schmidt und Molly. 1969 wurde die Brasserie de Colmar Teil der Braugruppe L'Alsacienne de Brasserie (kurz: Albra). Die jährliche Produktion betrug ca. 135.000 hl. 1972 übernahm Heineken die Albra und schloss die Brauerei in Colmar 1975.

### Brasserie de l’Espérance
Die 1746 in Schiltigheim gegründete Brauerei wurde Anfang der 1970er von Heineken übernommen.

### (Brasserie Fischer)
Die Brasserie Fischer mit Sitz in Schiltigheim wurde 1821 gegründet, 1996 von Heineken übernommen und 2009 geschlossen.

### (Brasserie Haag)
Die Brauerei Haag wurde 1795 in Ingwiller gegründet. 1947 wurde sie von der Brasserie de l’Espérance aufgekauft und war mit dieser ab 1969 Teil der Braugruppe Albra. Mit der Übernahme der Albra durch Heineken wurde die Brauerei Haag 1972 geschlossen.

### (Brasserie Mutzig)

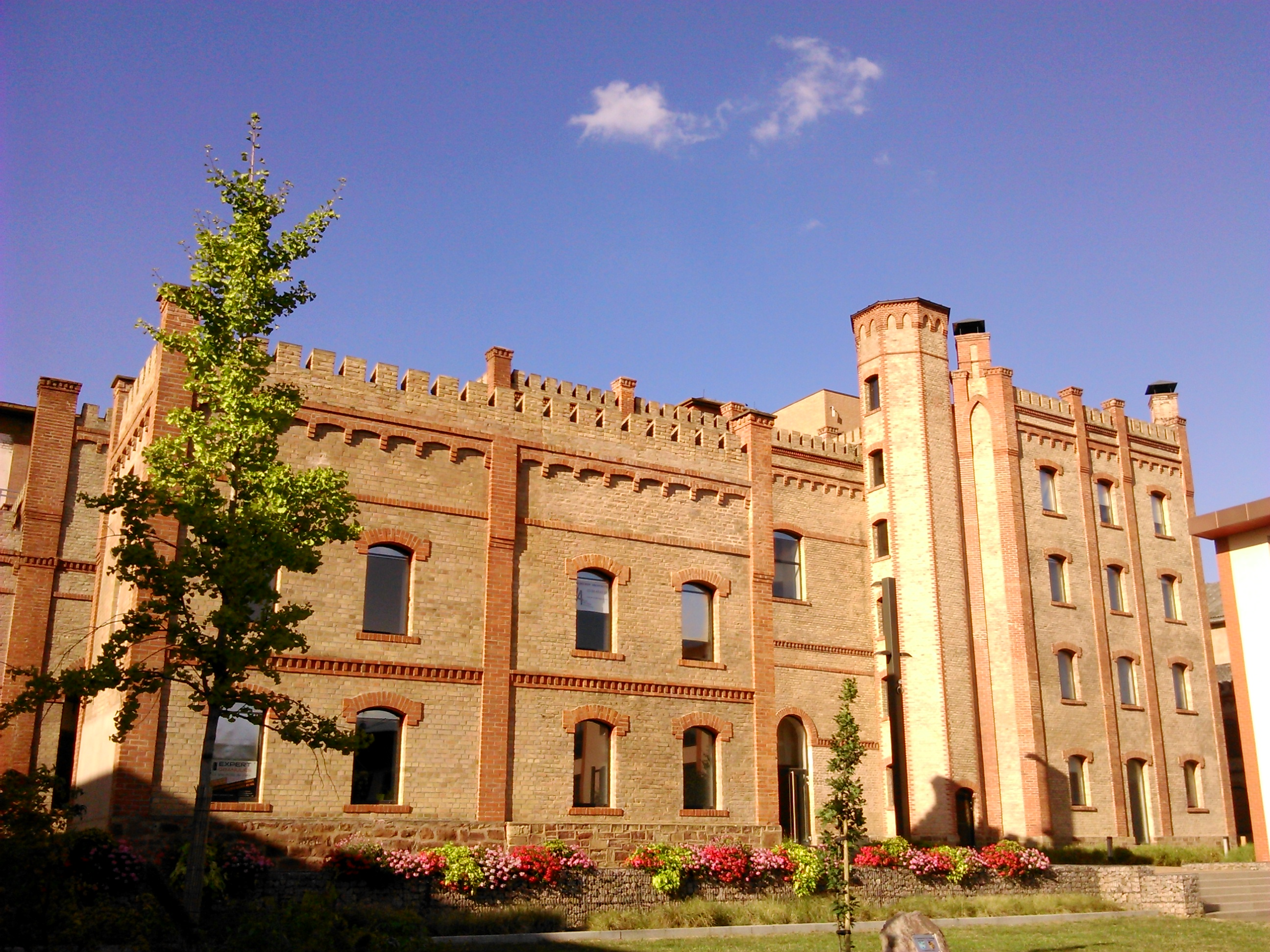
Ehemalige Brauerei Mutzig

Die Brauerei in Mutzig wurde 1810 gegründet. 1969 wurde die Brauerei Teil der Albra-Gruppe und mit dieser 1972 von Heineken übernommen. Als die Brauerei 1989 geschlossen wurde, lag die jährliche Produktion bei rund 600.000 hl.

### Brasserie du Pélican
Die Brauerei mit Standort in Mons-en-Baroeul nahe Lille wurde 1919 gegründet. 1980 wurde sie von der Groupe BGI übernommen. Seit 1993 gehört die Brauerei zu Heineken. 2012 lag die Produktion bei rund 2,5 Mio. hl.

### (Brasserie de Saint-Omer)
Die 1866 gegründete Brauerei in Saint-Omer wurde 1996 von Heineken übernommen. 2008 wurde die Brauerei wieder an die ehemaligen Eigentümer, die Familie Pecqueur, verkauft.

### Brasserie de la Valentine
Die Brasserie de la Valentine wurde 1821 in Marseille gegründet. Seit 1988 ist sie Teil von Heineken. 2012 wurden 1,1 Mio. hl. gebraut.

### Neukaledonien
- Grande Brasserie de Nouvelle Caledonie S.A., Noumea

## Griechenland
- Athener Brauerei, Athen
- Brauerei Patras, Patras
- Brauerei Thessaloniki, Thessaloniki

## Haiti

### Brasserie Nationale d’Haïti
Heineken erwarb die Aktienmehrheit an der Brasserie Nationale d’Haïti im Jahr 2011. Heineken hält seither 95 %, die restlichen 5 % sind im Besitz von Diageo.

## Indien
2021 stockte Heineken seine Anteile an den United Breweries auf und hält seither mit 61,5 % der Anteile die Mehrheit. United Breweries betreibt 21 Brauereien in Indien und ist vor allem für die Marke Kingfisher bekannt.

### Aranovoyal Brewery
Die Brauerei befindet sich im Dorf Aranovoyal in der Nähe von Tirur im Bundesstaat Tamil Nadu.

### Bantupalle Brewery
Die Brauerei befindet sich im Dorf Ranastalam im Bundesstaat Andhra Pradesh.

### Betora Brewery
Die Brauerei befindet sich in Betora bei Ponda im Bundesstaat Goa.

### Chembarambakkam Brewery
Die Brauerei befindet sich in Chembarambakkam in der Nähe von Chennai im Bundesstaat Tamil Nadu.

### Chopanki Brewery
Die Brauerei befindet sich im Dorf Chopanki in der Nähe von Bhiwadi im Bundesstaat Rajasthan.

### Joniawas Brewery
Die Brauerei befindet sich im Dorf Joniawas in der Nähe von Dharuhera im Bundesstaat Haryana.

### Kalyani Brewery
Die Brauerei befindet sich in Kalyani im Bundesstaat Westbengalen.

### Kanjikode Brewery
Die Brauerei befindet sich in Kanjikode im Bundesstaat Kerala.

### Khordha Brewery
Die Brauerei befindet sich in Khordha im Bundesstaat Odisha.

### Kopakalan Brewery
Die Brauerei befindet sich im Dorf Kopakalan in der Nähe von Naubatpur im Bundesstaat Bihar.

### Kothlapur Brewery
Die Brauerei befindet sich im APIIC-Park im Bundesstaat Telangana. Im gleichen Industriepark befindet sich auch eine Brauerei der Crown Beers India (zu AB-InBev), eine Brauerei von Carlsberg, sowie eine Brauerei der unabhängige American Brew Crafts-Gruppe.

### Ludhiana Brewery
Die Brauerei befindet sich in Ludhiana.

### Mallepalle Brewery
Die Brauerei befindet sich in Mallepalle im Bundesstaat Telangana.

### Mangalore Brewery
Die Brauerei befindet sich in Baikampady bei Mangaluru im Bundesstaat Karnataka. Die Brauerei soll zum 30. Juni 2025 geschlossen werden.

### Nanjangud Brewery
Die Brauerei befindet sich in Nanjangud im Bundesstaat Karnataka.

### Nelamangala Brewery
Die Brauerei befindet sich in Nelamangala bei Bengaluru im Bundesstaat Karnataka.

### Shahjahanpur Brewery
Die Brauerei befindet sich im Dorf Shahjahanpur in der Nähe von Neemrana im Bundesstaat Rajasthan.

### Taloja Brewery 1
Die Brauerei befindet sich in Nagzari bei Navi Mumbai im Bundesstaat Maharashtra.

### Taloja Brewery 2
Die Brauerei befindet sich in Taloja bei Navi Mumbai im Bundesstaat Maharashtra.

### Waluj Brewery - Ajanta-Unit
Die Brauerei befindet sich in Waluj bei Ranjangaon Shenpunji im Bundesstaat Maharashtra.

### Waluj Brewery 2
Die Brauerei befindet sich in Waluj bei Ranjangaon Shenpunji im Bundesstaat Maharashtra.

## Indonesien
- (Multi Bintang), Medan

1992 geschlossen
- Multi Bintang, Sampang Agung
- (Multi Bintang), Surubaya

1997 geschlossen
- Multi Bintang, Tangerang

## Irland
- Lady’s Well Brewery, Cork

## Italien

### Birra Comun Nuovo
1974 zog die Brauerei Von Wunster von Bergamo nach Comun Nuovo. 1995 übernahm Heineken die Brauerei, die damals jährlich rund 700.000 hl Bier braute. Nach mehreren Investitionen ist die Brauerei in Comun Nuovo heute die größte Brauerei Italiens. Jährlich werden von den 210 Angestellten 2,3 Mio. hl Bier gebraut.

### (Birra Dreher Mailand)
Die Brauerei wurde 1865 gegründet und 1974 von Heineken übernommen. Heute wird in Mailand kein Bier mehr produziert, es befindet sich hier aber der Sitz der Heineken Italy S.p.A.

### Birra Dreher Massafra
Die Brauerei in Massafra gehört seit der Übernahme der Birra Dreher 1974 zu Heineken. 200 Angestellte produzieren bis zu 2 Mio. hl im Jahr.

### Birrificio Hibu
Die 2007 gegründete Brauerei in Burago di Molgora wurde im Oktober 2017 von Heineken übernommen.

### Birra Ichnusa
Die Brauerei wurde 1912 gegründet. Seit 1986 ist die Brauerei in Assemini Teil der Heineken-Gruppe.

### (Birra Messina)
Die Birra Messina wurde 1923 gegründet und 1988 von Heineken übernommen. Die Brauerei in Messina wurde 2007 stillgelegt und die Produktion nach Massafra verlegt. 2008 verkaufte Heineken die Brauerei und die Produktion wurde unter dem Namen Triscele wieder aufgenommen. Triscele geriet 2011 in die Insolvenz. Ehemalige Mitarbeiter gründeten 2012 die neue Birrificio Messina.

### Birra Moretti Pollein
Die Brauerei wurde 1837 gegründet. Vor der Übernahme durch Heineken hieß die Brauerei Birra Aosta Zimmermann.

### (San Giorgio di Nogaro)
Die Brauerei war ursprünglich eine Brauerei der Birra Moretti. 1996 wurde diese von Heineken übernommen. Der Standort in San Giorgio di Nogaro wurde bereits 1997 verkauft. Heute produziert in der Brauerei die Birra Castello.

### (Birra Pedavena)
Die Brauerei Pedavena wurde 1897 in Pedavena gegründet und 1974 von Heineken übernommen. 2004 schloss Heineken die Brauerei. Nach starkem öffentlichem Protest wurde die Brauerei an Birra Castello verkauft und die Produktion 2010 wieder aufgenommen.

## Jamaika
- Desnoes & Geddes, Kingston

## Kambodscha
- Cambodia Brewery Ltd, Phnom Penh

## Kongo

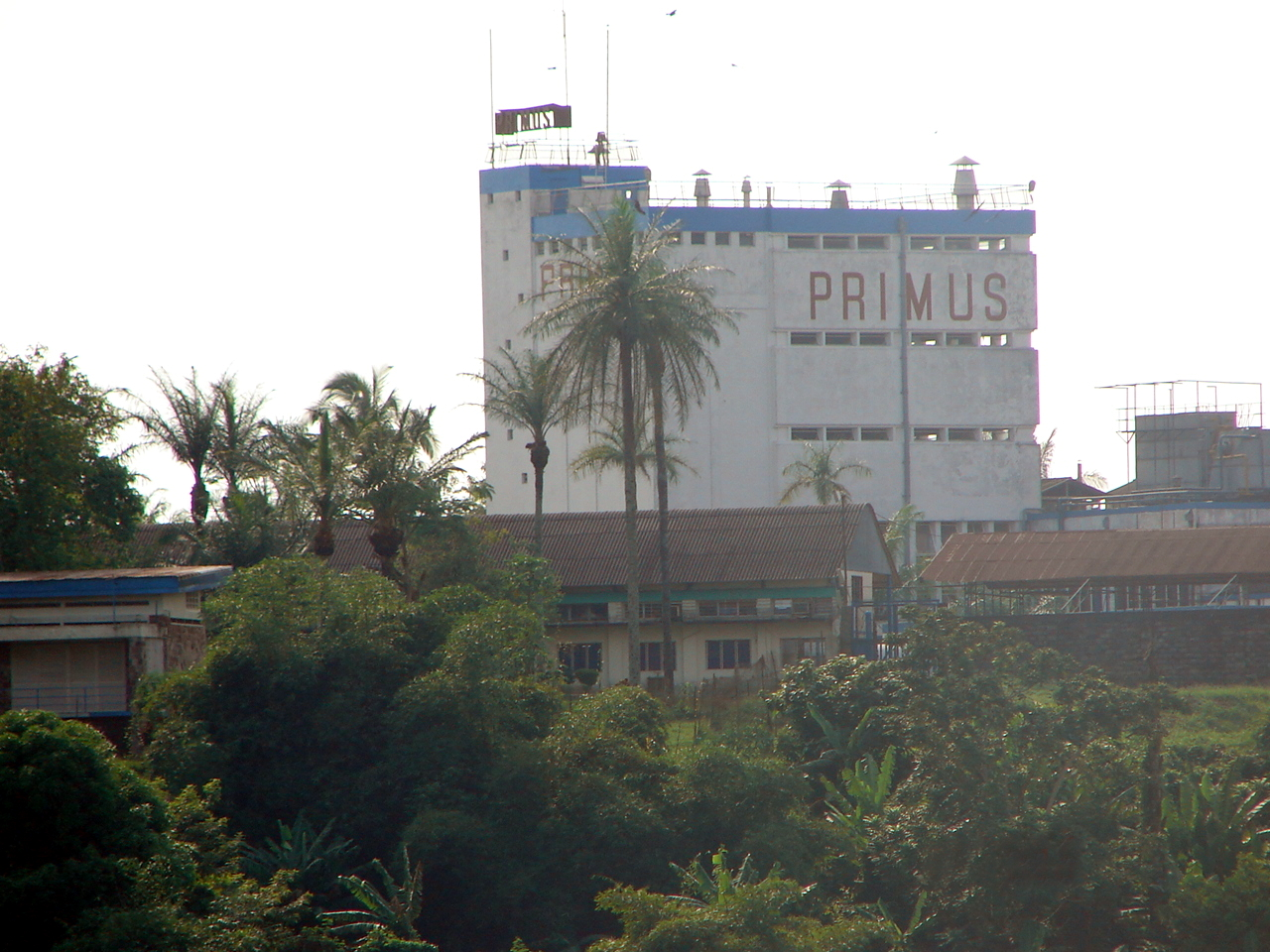
Brauerei in Kisangani

Die kongolesischen Brauereien werden von dem Tochterunternehmen Bralima geleitet.
- Brauerei Boma
- Brauerei Bukavu
- Brauerei Kisangani
- Brauerei Kinshasa
- Brauerei Lubumbashi
- Brauerei Mbandaka

## Kroatien
- Karlovačko, Karlovac

## Laos
- Lao Asia Pacific Breweries Limited (LAPB), Distrikt Xaythany

## Libanon
- Almaza, Beirut

## Malaysia
- Sungei Way Brewery, Selangor

## Mexiko
2010 übernahm Heineken die Cervecería Cuauhtémoc Moctezuma mit Brauereien in:
- Guadalajara
- Monterrey
- Navojoa
- Orizaba
- Tecate
- Toluca

### Brauerei Meoqui
Ende Februar 2018 wurde in Meoqui die siebte Brauerei in Mexiko von Heineken eröffnet. Die Brauerei hat eine Kapazität von sechs Mio. Hektolitern. Hauptprodukte der Brauerei sind die Marken Tecate, Dos Equis und Heineken.

## Mongolei
- MCS Tiger Brewery, Ulanbator

## Mosambik
Im Dezember 2017 begann der Bau der ersten Brauerei Heinekens in Mosambik. Die Brauerei in der Provinz Maputo ging im ersten Halbjahr 2019 in Betrieb und ist auf eine Kapazität von 800.000 hl ausgelegt.

## Namibia

### Namibia Breweries
Die Brauerei in Windhoek wurde 1920 gegründet. 2023 übernahm Heineken die Mehrheit.

## Neuseeland
Dominion Breweries mit folgenden Brauereien:
- DB Drought Brewery, Timaru
- Monteiths Brewery, Greymouth
- Tuatara Brewery, Wellington

Die Brauerei wurde Anfang 2017 von den DB Breweries übernommen.
- TUI Brewery, Mangatainoka
- Waitemata Brewery, Waitemata

## Niederlande
- (Amstelbrouwerij), Amsterdam
- Brand Brauerei, Wijlre

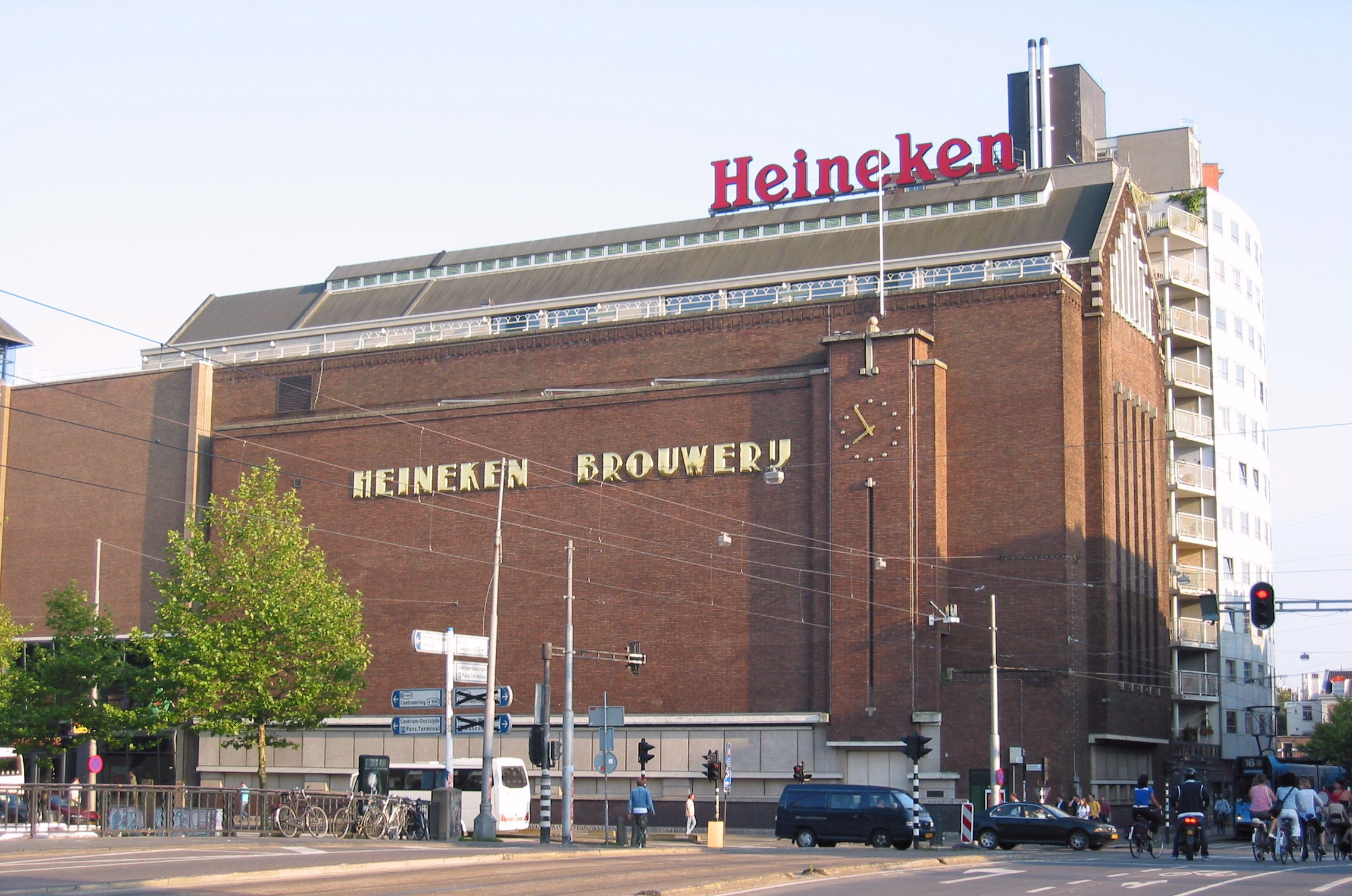
Ehemalige Heineken-Brauerei in Amsterdam

- (Heineken Brauerei), Amsterdam
Ursprung der Heineken Brauerei. In den 1980ern wurde die Produktion in die neue Brauerei nach Zoeterwoude verlagert.
- Heineken Brauerei, ’s-Hertogenbosch
- Heineken Brauerei, Zoeterwoude
- (Stadsbrouwerij de Ridder), Maastricht
- Texelse Bierbrouwerij
Die 1999 gegründete Brauerei in Oudeschild auf der Insel Texel wurde Ende 2020 von Heineken erworben.[28]

## Nordmazedonien
In Nordmazedonien ist Heineken zu 50 % am Joint-Venture Pivara Skopje beteiligt. Die anderen 50 % hält die Coca-Cola Hellenic Bottling Company.

## Österreich
Die Aktivitäten von Heineken sind in Österreich in der Brau Union gebündelt. Heineken besitzt seit 2003 die Aktienmehrheit.

### Brauerei Falkenstein
Die Brauerei befindet sich in Lienz und produziert überwiegend Bier der Marke Gösser.

### Brauerei Fohrenburg
Ende 2019 übernahm die Brau Union die Mehrheit an der Brauerei Fohrenburg. Verkäufer war die Rauch Fruchtsäfte.

### Hofbräu Kaltenhausen
Die Brauerei in Kaltenhausen bei Hallein war bis 2011 eine Großbrauerei. Seither wird nur in einer kleinen Gasthausbrauerei gebraut.

### Gösser Brauerei
Die Brauerei befindet sich in Göss.

### Puntigamer Brauerei
Die Brauerei befindet sich in Graz.

### Zipfer Brauerei
Die Brauerei befindet sich im Ortsteil Zipf von Neukirchen an der Vöckla.

### Schleppe Brauerei
Die Brauerei befindet sich in Klagenfurt.

## Osttimor
- Heineken Timor S.A., Dili. Die osttimoresische Biermarke heißt Liurai und wird aus Maniok hergestellt.[31]

## Papua-Neuguinea
- South Pacific Brewery Ltd (SPB), Lae
- South Pacific Brewery Ltd (SPB), Port Moresby

## Polen

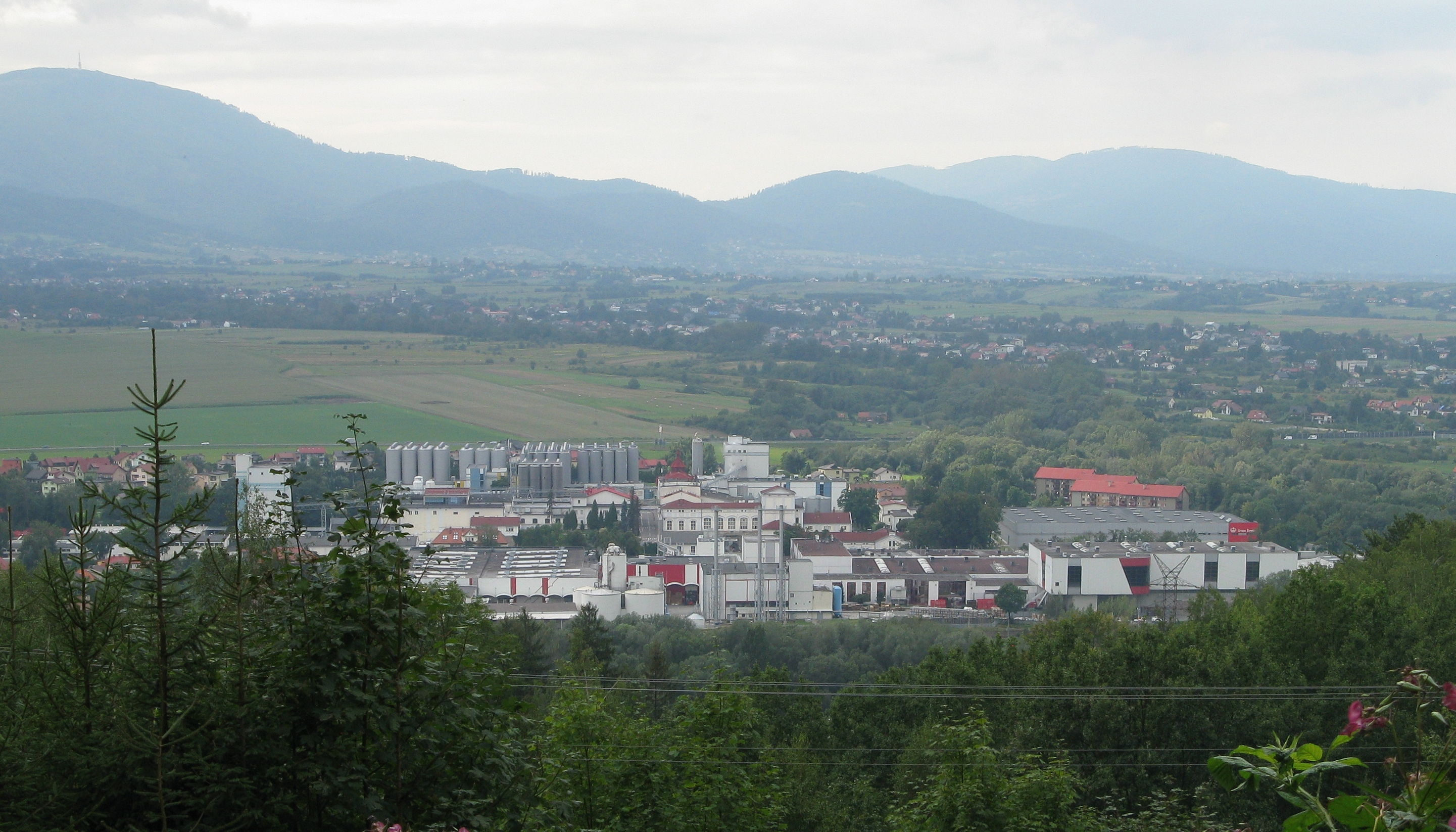
Brauerei Żywiec

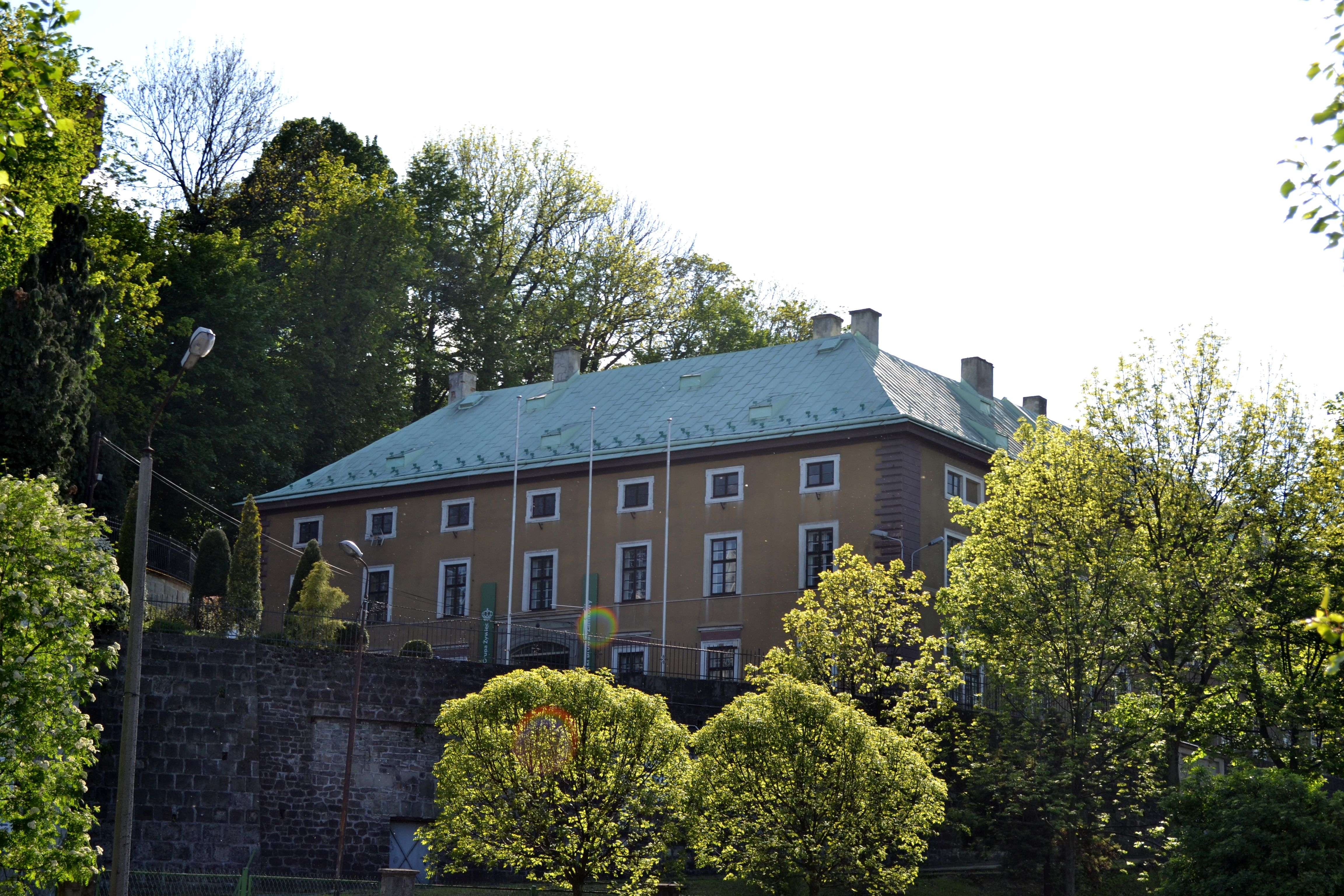
Schlossbrauerei Cieszyn

Die polnischen Brauereien von Heineken sind in der Grupa Żywiec zusammengefasst.
- Brauerei Braniewo
Die Brauerei in Braniewo wurde 1854 gegründet. Bereits 1998 wurde die Brauerei erstmals an die Grupa Żywiec verkauft. Diese beendete aber 2001 die Produktion und verkaufte die Brauerei 2003 wieder. In den Folgejahren wurde die Produktion wieder aufgenommen und die Brauerei wechselte mehrfach die Besitzer. 2008 wurde die Braustätte wieder geschlossen. 2014 wurde die Brauerei von der Browar Namysłów übernommen und die Produktion wieder aufgenommen. Die Brauerei in Braniewo wurde 2018 gemeinsam mit der Browar Namysłów wieder an die Grupa Żywiec verkauft.
- Brauerei Elbląg, Elbląg
- Brauerei Leżajsk, Leżajsk
- Brauerei Namysłów
Die 1321 gegründete Brauerei in Namysłów wurde im November 2018 von der Grupa Żywiec übernommen.[32]
- Brauerei Warka, Warka
→ Hauptartikel: Warka (Bier)
- Brauerei Żywiec, Żywiec
- Schlossbrauerei Cieszyn, Cieszyn

## Portugal
- Central de Cervejas, Vila Franca de Xira

## Reunion
- Brasseries de Bourbon, Saint-Denis

## Rumänien

### Brauerei Constanța
Die Brauerei in Constanța wurde 1970 eröffnet. Im September 2022 kündigte Heineken an die Brauerei innerhalb des nächsten Jahres schließen zu wollen. Seit 1980 wird hier das Bier Bucegi gebraut.

### Brauerei Craiova
Die Brauerei in Craiova wurde 1970 eröffnet. Seit 1980 wird hier das Bier Bucegi gebraut.

### Brauerei Miercurea Ciuc
Die Brauerei in Miercurea Ciuc wurde 1975 eröffnet. In der Brauerei wird vor allem die Marke Harghita hergestellt.

### Brauerei Târgu Mureș
Die Brauerei in Târgu Mureș (dt. Neumarkt am Mieresch) wurde 1992 eröffnet und produziert Bier unter der 1998 eingeführten Marke Neumarkt.

## Russland
Am 25. August 2023 gab Heineken bekannt, dass alle sieben der folgenden, zuvor im Besitz des Unternehmens befindlichen Brauereien für einen symbolische Betrag von 1 € an das russische Unternehmen Arnest verkauft worden waren. Arnest hatte im Gegenzug eine Übernahme der 1.800 Beschäftigten mit einer Beschäftigungsgarantie für die nächsten drei Jahre zugesagt.
- (Amur Brauerei), Chabarovsk
- (Baikal Brauerei), Irkutsk
- (Heineken Brauerei), Sankt Petersburg
- (Heineken Sibirien), Nowosibirsk
- (Patra Brauerei), Jekaterinburg
- (PIT Brauerei), Kaliningrad

Heineken erwarb die Brauerei 2005. 2016 wurden rund 70 Arbeiter beschäftigt. Die Produktion wurde zum Jahreswechsel 2016/2017 eingestellt.
- (Sheehan Brauerei), Sterlitamak
- (Wolga Brauerei), Nischni Nowgorod

## Salomon Islands
- Solomon Breweries Limited, Honiara

## Schweiz
- Calanda-Bräu, Chur
- Eichhof Brauerei, Luzern
- (Haldengut Brauerei), Winterthur

## Serbien
- Zaječar Brauerei, Zaječar
- MB Brauerei, Novi Sad

## Singapur
- Asia Pacific Brewery, Singapur-Tuas

## Slowakei
- (Pivovar Corgon), Nitra
- (Pivovar Gemer), Rimavska Sobota
- Pivovar Hurbanovo, Hurbanovo
- (Pivovar Martin), Martin

## Slowenien

### Pivovarna Union, Ljubljana
Die Brauerei befindet sich seit 1864 in Ljubljana. 2005 wurde die Brauerei von der Pivovarna Laško übernommen, und kam mit dieser 2015 zum Heineken-Konzern. Im Januar 2022 soll die Bierproduktion in Ljubljana eingestellt und nach Laško verlegt werden. In Ljubljana soll die Abfüllung und Logistik, sowie die Produktion von alkoholfreien Getränken verbleiben.

## Spanien

### Alcázar-Brauerei, Jaén
Die Brauerei wurde 1963 in Jaén gegründet. Die Brauerei wird von Cruzcampo betrieben und gehört gemeinsam mit dieser seit 2000 zu Heineken.

### (Arano-Brauerei), Arano
Die Brauerei in Arano (Navarra) wurde 2014 geschlossen. Die Braustätte hatte eine Kapazität von fünf Mio. hl Bier im Jahr. Zuletzt wurden von 69 Mitarbeitern noch rund 650.000 hl produziert.

### Cruzcampo, Sevilla
Die Brauerei in Sevilla wurde 1904 gegründet und gehört seit 2000 zu Heineken.

### La Cibeles, Leganés
Die Brauerei in Leganés wurde 2010 gegründet. Heineken übernahm die Mehrheit der Anteile an der Brauerei im Dezember 2018.

### Valencia-Brauerei, Valencia
Die Brauerei in Valencia wurde 1975 von Cruzcampo gegründet. Gemeinsam mit Cruzcampo ist sie seit 2000 Teil des Heineken-Konzerns.

### Weitere Heineken-Brauereien in Spanien
- (Cerveza El Águila), Madrid
- Madrid-Brauerei, San Sebastián de los Reyes

## Sri Lanka
Die Asia Pacific Brewery (Lanka) Limited wurde 1998 in Mawathagama gegründet. 2005 wurde die Brauerei von den Asia-Pacific-Breweries übernommen. Diese gehörten damals zu 60 % zu Heineken. Die Brauerei, die zwischenzeitlich in Heineken Lanka Ltd. umbenannt wurde, wurde Anfang 2024 an die Distilleries Company of Sri Lanka PLC verkauft. Seitdem die Brauerei nicht mehr zum Heineken-Konzern gehört, firmiert sie als DCSL Breweries Lanka Ltd.

## Südafrika

### Sedibeng Brauerei
Die Brauerei in Midvaal produziert jährlich rund 4,5 Mio. hl Bier.

### Stellenbrau
Die 2012 gegründete Brauerei wurde 2017 von Heineken erworben.

## Suriname
- Surinaamse Brouwerij, Paramaribo

## Thailand
- Thai Asia Pacific Brewery Co., Ltd (TAPB), Bangyai

## Tschechien
- Pivovar Brezno, Velké Březno
- (Pivovar Hostan), Znojmo
- Královský pivovar Krušovice, Krušovice
- (Pivovar Krásné Březno)

Die Brauerei lag im Ortsteil Krásné Březno von Ústí nad Labem. 2008 wurde sie von Heineken übernommen und 2011 geschlossen. Bekannt war sie vor allem durch die Marke Zlatopramen, die heute noch in anderen Brauereien von Heineken Czech Republik gebraut wird.
- (Louny Pivovar), Louny

2008 von Heineken übernommen und 2010 geschlossen
- Starobrno, Brünn

## Ungarn
- Martfű-Brauerei, Martfű
- Soproni, Sopron

## Vereinigtes Königreich
Heineken unterhält derzeit im Vereinigten Königreich fünf Brauereien.
- Beavertown Brewery, London
- (Berkshire Brewery), Reading
- Brixton Brewery, London
- (Caledonian Brewery), Edinburgh
- (Federation Brewery), Gateshead
- (Fountain Brewery), Edinburgh
- Royal Brewery, Manchester
- Tadcaster Brewery, Tadcaster
- (Theakston Brewery), Masham
- (Tyne Brewery), Newcastle-upon-Tyne

## Vereinigte Staaten

### Lagunitas Brewing
Im Oktober 2015 übernahm Heineken einen Anteil von 50 % an der Lagunitas Brewing Company. Zum 4. Mai 2017 wurde Lagunitas komplett von Heineken übernommen.
Lagunitas Brauerei Azusa
In Azusa soll die dritte Brauerei von Lagunitas entstehen. Die Fertigstellung ist für 2017 geplant.
Lagunitas Brewery Charleston
Die 1996 von der Southend Brewery gegründete Braustätte in Charleston wurde 2016 von Lagunitas übernommen. 2017 wurde sie geschlossen.
Lagunitas Brauerei Chicago
2012 eröffnete Lagunitas in Chicago eine zweite Brauerei.
Lagunitas Brauerei Petaluma
Die Brauerei in Petaluma wurde 1994 errichtet.
Lagunitas Brauerei Seattle
Im August 2016 wurde die ehemalige Braustätte der Hilliards Brewery in Seattle übernommen.

## Vietnam
- Asia Pacific Brewery (Hanoi) Limited (APBHN), Hanoi
- Vietnam Brewery Ltd, Da Nang
- Vietnam Brewery Ltd, Ho Chi Minh Stadt
- Vietnam Brewery Ltd, Quang Nam (errichtet 2007)[44]
- Vietnam Brewery Ltd, Tien Giang